# Boxa als Jocs Olímpics d'estiu de 1904 - pes mig
El pes mig va ser la segona categoria de boxa més pesant de les disputades als Jocs Olímpics de Saint Louis de 1904. La prova es va disputar el 22 de setembre de 1904, sent la primera vegada que es disputava en unes Olímpiades. Sols hi van prendre part dos participants. Els participants havien de pesar menys de 71,7 kg.

## Medallistes
| Or            | Plata             | Bronze |
| Charles Mayer | Benjamin Spradley | cap    |

## Resultats
|  | Final             |                 |  |  |  |  |
|  |                   |                 |  |  |  |  |
|  |                   |                 |  |  |  |  |
|  | Charles Mayer     | KO al 3r assalt |  |  |  |  |
|  | Benjamin Spradley | -               |  |  |  |  |

## Classificació final
| Posició | Boxejador         |
| ------- | ----------------- |
|         |                   |
| Or      | Charles Mayer     |
| Plata   | Benjamin Spradley |